# Сулево-Ковнати
Сулево-Ковнати (пол. Sulewo-Kownaty) — село в Польщі, у гміні Вонсош Граєвського повіту Підляського воєводства.
Населення — 138 осіб (2011).
У 1975-1998 роках село належало до Ломжинського воєводства.

## Демографія
Демографічна структура станом на 31 березня 2011 року:
|          | Загалом | Допрацездатний вік | Працездатний вік | Постпрацездатний вік |
| -------- | ------- | ------------------ | ---------------- | -------------------- |
| Чоловіки | 61      | 16                 | 38               | 7                    |
| Жінки    | 77      | 15                 | 34               | 28                   |
| Разом    | 138     | 31                 | 72               | 35                   |